# Associazione Calcio Milan 2024-2025 (femminile)
Questa voce raccoglie le informazioni riguardanti la squadra femminile dell'Associazione Calcio Milan nelle competizioni ufficiali della stagione 2024-2025.

## Stagione
Quella del 2024-25 è stata la sesta stagione in Serie A femminile del Milan, terza stagione a carattere professionistico nella storia della Serie A. La guida tecnica della squadra è stata affidata all'olandese Suzanne Bakker, già allenatrice dell'Ajax.
Nella stagione regolare della Serie A la squadra ha occupato quasi stabilmente la parte centrale della classifica, tra la quinta e la sesta posizione. Grazie a quattro risultati utili consecutivi, tra i quali tre vittorie, il Milan ha superato in classifica il Como, chiudendo il girone di ritorno al quinto posto ed accedendo così alla poule scudetto. Il Milan ha ottenuto cinque risultati utili di fila nella poule scudetto e, generalmente, con buone prestazioni, mantenendo, però, la quinta posizione fino al termine del campionato, con 35 punti conquistati, frutto di 9 vittorie, 8 pareggi e 9 sconfitte. Christy Grimshaw, a cui era stata affidata la fascia di capitano, è stata assente per quasi tutta la stagione dopo che ad inizio maggio 2024 era stata sottoposta ad un intervento per la ricostruzione del legamento crociato anteriore del ginocchio sinistro. È tornata in campo il 25 aprile 2025 in occasione del derby contro l'Inter, perso 1-4, collezionando la sua centesima partita con la maglia rossonera e riprendendo la fascia di capitano.
In Coppa Italia la squadra è arrivata fino ai quarti di finale. Dopo aver eliminato il Freedom agli ottavi di finale, ai quarti è stata eliminata dalla Fiorentina nel doppio confronto: dopo aver pareggiato la gara d'andata, al ritorno in trasferta ha prevalso la Viola.

## Divise e sponsor
Lo sponsor tecnico per la stagione 2024-25 è ancora Puma, lo sponsor ufficiale è Emirates Fly Better, lo sleeve sponsor è MSC Crociere mentre il back sponsor è TIM. Le divise sono le stesse adottate dalla squadra maschile del Milan: la divisa casalinga è stata presentata il 23 maggio 2024, la divisa da trasferta il 28 luglio 2024, mentre la terza divisa il 22 agosto 2024.
|  | Casa | Trasferta | Terza divisa | 1ª div. portiere | 2ª div. portiere | 3ª div. portiere |

## Organigramma societario
Area sportiva
- Direttore sportivo: Elisabet Spina
- Team Manager: Roberto Angioni

Area tecnica
- Allenatore: Suzanne Bakker
- Allenatore in seconda: Roger Reijners
- Preparatore atletico: Matteo Callini
- Preparatore dei portieri: Michele Martello

Area sanitaria
- Centro medico: Milan Lab
- Medico sociale: Alberto Calicchio
- Fisioterapisti: Luca Mazzarelli, Erika Rancati

## Rosa
Rosa e numeri come da sito ufficiale.
| N. |                      | Ruolo | Calciatrice                 |
| -- | -------------------- | ----- | --------------------------- |
| 1  | Italia (bandiera)    | P     | Laura Giuliani              |
| 2  | Finlandia (bandiera) | D     | Emma Koivisto               |
| 5  | Italia (bandiera)    | C     | Valentina Cernoia           |
| 6  | Italia (bandiera)    | D     | Nadine Sorelli              |
| 7  | Italia (bandiera)    | A     | Gloria Marinelli            |
| 9  | Danimarca (bandiera) | A     | Nadia Nadim                 |
| 10 | Polonia (bandiera)   | A     | Nikola Karczewska           |
| 11 | Scozia (bandiera)    | C     | Christy Grimshaw (capitano) |
| 12 | Italia (bandiera)    | C     | Marta Mascarello            |
| 13 | Giamaica (bandiera)  | D     | Allyson Swaby               |
| 14 | Spagna (bandiera)    | C     | Silvia Rubio                |
| 15 | Serbia (bandiera)    | A     | Sara Stokić                 |
| 17 | Italia (bandiera)    | C     | Valery Vigilucci            |
| 18 | Italia (bandiera)    | A     | Monica Renzotti             |
| 19 | Svezia (bandiera)    | A     | Evelyn Ijeh                 |

| N. |                        | Ruolo | Calciatrice                 |
| -- | ---------------------- | ----- | --------------------------- |
| 20 | Italia (bandiera)      | D     | Angelica Soffia             |
| 21 | Finlandia (bandiera)   | A     | Oona Sevenius               |
| 22 | Italia (bandiera)      | P     | Noemi Fedele                |
| 23 | Italia (bandiera)      | D     | Julie Piga                  |
| 24 | Francia (bandiera)     | A     | Emelyne Laurent             |
| 25 | Polonia (bandiera)     | D     | Małgorzata Mesjasz          |
| 27 | Italia (bandiera)      | C     | Erin Cesarini               |
| 28 | Italia (bandiera)      | A     | Giorgia Arrigoni            |
| 29 | Italia (bandiera)      | A     | Karen Appiah                |
| 32 | Paesi Bassi (bandiera) | P     | Selena Babb (vice capitano) |
| 69 | Francia (bandiera)     | C     | Nesrine Bahlouli            |
| 73 | Italia (bandiera)      | D     | Paola Zanini                |
| 99 | Paesi Bassi (bandiera) | A     | Chanté Dompig               |
|    | Malta (bandiera)       | A     | Sara Saliba                 |

## Calciomercato

### Sessione estiva
| Acquisti | Acquisti          | Acquisti         | Acquisti      |
| R.       | Nome              | da               | Modalità      |
| -------- | ----------------- | ---------------- | ------------- |
| D        | Emma Koivisto     | Liverpool        | [ 14 ]        |
| C        | Greta Adami       | Lazio            | fine prestito |
| C        | Nesrine Bahlouli  | Bordeaux         | fine prestito |
| A        | Rimantė Jonušaitė | Servette Chênois | fine prestito |
| A        | Nikola Karczewska | Tottenham        | [ 15 ]        |
| A        | Sara Saliba       | Birkirkara       | [ 16 ]        |
| A        | Oona Sevenius     | Como             | fine prestito |

| Cessioni | Cessioni              | Cessioni              | Cessioni              |
| R.       | Nome                  | a                     | Modalità              |
| -------- | --------------------- | --------------------- | --------------------- |
| P        | Matilde Copetti       | Parma                 | prestito              |
| D        | Valentina Bergamaschi | Juventus              | [ 18 ]                |
| D        | Laura Fusetti         |                       | ritirata              |
| C        | Greta Adami           | Sassuolo              | [ 20 ]                |
| C        | Nesrine Bahlouli      |                       | rescissione contratto |
| C        | Alia Guagni           | Como                  | [ 22 ]                |
| C        | Kamila Dubcová        | St. Pölten            | [ 23 ]                |
| A        | Kosovare Asllani      | London City Lionesses | [ 24 ]                |
| A        | Rimantė Jonušaitė     | Servette Chênois      | [ 25 ]                |
| A        | Petra Mikulića        | Grasshopper           | [ 26 ]                |
| A        | Andrea Stašková       | Galatasaray           | [ 27 ]                |

### Sessione invernale
| Acquisti | Acquisti | Acquisti | Acquisti |
| R.       | Nome     | da       | Modalità |
| -------- | -------- | -------- | -------- |

| Cessioni | Cessioni      | Cessioni       | Cessioni |
| R.       | Nome          | a              | Modalità |
| -------- | ------------- | -------------- | -------- |
| D        | Allyson Swaby | Crystal Palace | [ 28 ]   |
| A        | Oona Sevenius | Rosengård      | [ 29 ]   |

## Risultati

### Serie A

#### Prima fase

##### Girone di andata
| Arbitro: | Cappai (Cagliari) |

|              |           |  |
| Nischler 18’ | Marcatori |  |

| Arbitro: | Gauzolino (Torino) |

|         |           |                                  |
| Ijeh 3’ | Marcatori | 17’ Bredgaard 32’ (rig.) Boquete |

| Arbitro: | Bozzetto (Bergamo) |

|              |           |             |
| Wullaert 77’ | Marcatori | 87’ Laurent |

| Arbitro: | Zanotti (Rimini) |

|                         |           |              |
| Piga 45’ Karczewska 81’ | Marcatori | 42’ Visentin |

| Arbitro: | Pezzopane (L'Aquila) |

|  |           |              |
|  | Marcatori | 90+2’ Dompig |

| Arbitro: | Bianchi (Prato) |

|          |           |  |
| Ijeh 71’ | Marcatori |  |

| Arbitro: | Angelillo (Nola) |

|                            |           |         |
| Giugliano 22’ Giacinti 75’ | Marcatori | 5’ Ijeh |

| Arbitro: | Vingo (Pisa) |

|          |           |  |
| Ijeh 81’ | Marcatori |  |

| Arbitro: | Di Francesco (Ostia Lido) |

|                                  |           |  |
| Girelli 5’ Caruso 9’ Cantore 53’ | Marcatori |  |

##### Girone di ritorno
| Arbitro: | Pacella (Roma 2) |

|  |           |          |
|  | Marcatori | 38’ Kerr |

| Arbitro: | Ramondino (Palermo) |

|                           |           |                             |
| Janogy 9’ Ijeh 13’ (aut.) | Marcatori | 47’ Arrigoni 84’ Karczewska |

| Arbitro: | Marotta (Sapri) |

|           |           |             |
| Nadim 51’ | Marcatori | 45’ Bartoli |

| Arbitro: | Colaninno (Nola) |

|                  |           |  |
| Piemonte 2’, 52’ | Marcatori |  |

| Arbitro: | D'Eusanio (Faenza) |

|                                                                      |           |  |
| Dompig 7’ (33), rig’ Ijeh 15’ Arrigoni 36’ Cernoia 45’ Marinelli 78’ | Marcatori |  |

| Arbitro: | Zago (Conegliano) |

|                           |           |                         |
| Fallico 46’ Arcangeli 76’ | Marcatori | 85’ Karczewska 90’ Piga |

| Arbitro: | Aldi (Lanciano) |

|                                       |           |                        |
| Arrigoni 36’ Koivisto 47’ Cernoia 55’ | Marcatori | 32’ Greggi 38’ Corelli |

| Arbitro: | Pasculli (Como) |

|                            |           |                                          |
| Clelland 16’ Philtjens 22’ | Marcatori | 24’ Vigilucci 67’ (rig.) Ijeh 71’ Stokić |

| Arbitro: | Mazzoni (Prato) |

|  |           |                                                                           |
|  | Marcatori | 25’, 31’ (rig.), 39’ Girelli 27’ Boattin 89’ Bergamaschi 90+1’ Vangsgaard |

#### Poule scudetto

##### Girone di andata
| Bagno a Ripoli 2 marzo 2025, ore 18:00 CET 1ª giornata | Fiorentina            | 0 – 0 referto referto 2 | Milan | Stadio Curva Fiesole\| Arbitro: \| Frasynyak (Gallarate) \| |
| Arbitro:                                               | Frasynyak (Gallarate) |                         |       |                                                             |

| Arbitro: | Bozzetto (Bergamo) |

|                                  |           |                         |
| Dompig 19’ (rig.) Karczewska 90’ | Marcatori | 63’ Beccari 72’ Girelli |

| Arbitro: | Ancora (Roma 1) |

|                                             |           |                                                 |
| Milinković 14’ Cambiaghi 45+4’ Wullaert 68’ | Marcatori | 38’ (aut.) Merlo 65’ (aut.) Milinković 80’ Ijeh |

| Arbitro: | Drigo (Portogruaro) |

|                                    |           |          |
| Ijeh 28’ Dompig 62’ Arrigoni 90+5’ | Marcatori | 4’ Viens |

| 29 marzo 2025 5ª giornata |  | – Turno di riposo |  |  |

##### Girone di ritorno
| Arbitro: | Ramondino (Palermo) |

|                                                      |           |                      |
| Ijeh 22’, 28’ Arrigoni 48’ Renzotti 53’ Koivisto 61’ | Marcatori | 44’, 63’, 82’ Janogy |

| Arbitro: | Di Reda (Molfetta) |

|                           |           |  |
| Girelli 45+1’ (rig.), 47’ | Marcatori |  |

| Arbitro: | Mirabella (Napoli) |

|                   |           |                                             |
| Dompig 27’ (rig.) | Marcatori | 8’ Milinković 59’ Polli 85’, 90+1’ Wullaert |

| Arbitro: | Aldi (Lanciano) |

|                                                  |           |                             |
| Giacinti 5’ Giugliano 28’ (rig.) Møller Kühl 47’ | Marcatori | 54’ Mesjasz 59’, 90+2’ Ijeh |

| 10 maggio 2025 10ª giornata |  | – Turno di riposo |  |  |

### Coppa Italia
| Arbitro: | Mazzer (Conegliano) |

|  |           |                          |
|  | Marcatori | 67’ Stokić 70’ Marinelli |

| Arbitro: | Gauzolino (Torino) |

|              |           |                     |
| Arrigoni 48’ | Marcatori | 32’ (rig.) Severini |

| Arbitro: | Manzo (Torre Annunziata) |

|                                         |           |  |
| Giuliani 31’ (aut.) Severini 76’ (rig.) | Marcatori |  |

## Statistiche

### Statistiche di squadra
| Competizione | Punti | In casa | In casa | In casa | In casa | In casa | In casa | In trasferta | In trasferta | In trasferta | In trasferta | In trasferta | In trasferta | Totale | Totale | Totale | Totale | Totale | Totale | DR |
| Competizione | Punti | G       | V       | N       | P       | Gf      | Gs      | G            | V            | N            | P            | Gf           | Gs           | G      | V      | N      | P      | Gf     | Gs     | DR |
| ------------ | ----- | ------- | ------- | ------- | ------- | ------- | ------- | ------------ | ------------ | ------------ | ------------ | ------------ | ------------ | ------ | ------ | ------ | ------ | ------ | ------ | -- |
| Serie A      | 35    | 13      | 7       | 2       | 4       | 26      | 23      | 13           | 2            | 6            | 5            | 16           | 22           | 26     | 9      | 8      | 9      | 42     | 46     | -4 |
| Coppa Italia | -     | 1       | 0       | 1       | 0       | 1       | 1       | 2            | 1            | 0            | 1            | 2            | 2            | 3      | 1      | 1      | 1      | 3      | 3      | 0  |
| Totale       | -     | 14      | 7       | 3       | 4       | 27      | 24      | 15           | 3            | 6            | 6            | 18           | 25           | 29     | 10     | 9      | 10     | 45     | 49     | -4 |

### Andamento in campionato
| Giornata  | 1 | 2 | 3 | 4 | 5 | 6 | 7 | 8 | 9 | 10 | 11 | 12 | 13 | 14 | 15 | 16 | 17 | 18 | 19 | 20 | 21 | 22 | 23 | 24 | 25 | 26 | 27 | 28 |
| --------- | - | - | - | - | - | - | - | - | - | -- | -- | -- | -- | -- | -- | -- | -- | -- | -- | -- | -- | -- | -- | -- | -- | -- | -- | -- |
| Luogo     | T | C | T | C | T | C | T | C | T | C  | T  | C  | T  | C  | T  | C  | T  | C  | T  | C  | T  | C  | R  | C  | T  | C  | T  | R  |
| Risultato | P | P | N | V | V | V | P | V | P | P  | N  | N  | P  | V  | N  | V  | V  | P  | N  | N  | N  | V  | -  | V  | P  | P  | N  | -  |
| Posizione | 7 | 9 | 8 | 5 | 5 | 4 | 5 | 5 | 5 | 6  | 6  | 6  | 6  | 6  | 6  | 5  | 5  | 5  | 5  | 5  | 5  | 5  | 5  | 5  | 5  | 5  | 5  | 5  |

Legenda:

Luogo: C = Casa; T = Trasferta. Risultato: V = Vittoria; N = Pareggio; P = Sconfitta.

### Statistiche delle giocatrici
| Giocatore     | Serie A  | Serie A | Serie A     | Serie A    | Coppa Italia | Coppa Italia | Coppa Italia | Coppa Italia | Totale   | Totale | Totale      | Totale     |
| Giocatore     | Presenze | Reti    | Ammonizioni | Espulsioni | Presenze     | Reti         | Ammonizioni  | Espulsioni   | Presenze | Reti   | Ammonizioni | Espulsioni |
| ------------- | -------- | ------- | ----------- | ---------- | ------------ | ------------ | ------------ | ------------ | -------- | ------ | ----------- | ---------- |
| K. Appiah     | 0        | 0       | 0           | 0          | -            | -            | -            | -            | 0        | 0      | 0           | 0          |
| G. Arrigoni   | 17       | 5       | 2           | 0          | 3            | 1            | 1            | 0            | 20       | 6      | 3           | 0          |
| S. Babb       | -        | -       | -           | -          | -            | -            | -            | -            | -        | -      | -           | -          |
| V. Cernoia    | 18       | 2       | 1           | 0          | 2            | 0            | 0            | 0            | 20       | 2      | 1           | 0          |
| E. Cesarini   | 10       | 0       | 0           | 0          | 1            | 0            | 0            | 0            | 11       | 0      | 0           | 0          |
| C. Dompig     | 23       | 6       | 1           | 0          | 2            | 0            | 0            | 0            | 25       | 6      | 1           | 0          |
| N. Fedele     | 3        | -9      | 1           | 0          | 0            | 0            | 0            | 0            | 3        | -9     | 1           | 0          |
| L. Giuliani   | 23       | -37     | 1           | 0          | 3            | -3           | 0            | 0            | 26       | -40    | 1           | 0          |
| C. Grimshaw   | 2        | 0       | 0           | 0          | -            | -            | -            | -            | 2        | 0      | 0           | 0          |
| E. Ijeh       | 25       | 12      | 1           | 0          | 3            | 0            | 0            | 0            | 28       | 12     | 1           | 0          |
| N. Karczewska | 20       | 4       | 0           | 0          | 2            | 0            | 0            | 0            | 22       | 4      | 0           | 0          |
| E. Koivisto   | 25       | 2       | 2           | 0          | 3            | 0            | 0            | 0            | 28       | 2      | 2           | 0          |
| E. Laurent    | 15       | 1       | 1           | 0          | 1            | 0            | 0            | 0            | 16       | 1      | 1           | 0          |
| G. Marinelli  | 17       | 1       | 1           | 0          | 2            | 1            | 0            | 0            | 19       | 2      | 1           | 0          |
| M. Mascarello | 24       | 0       | 2           | 0          | 3            | 0            | 0            | 0            | 27       | 0      | 2           | 0          |
| M. Mesjasz    | 17       | 1       | 1           | 0          | 2            | 0            | 0            | 0            | 19       | 1      | 1           | 0          |
| N. Nadim      | 14       | 1       | 0           | 0          | 1            | 0            | 0            | 0            | 15       | 1      | 0           | 0          |
| J. Piga       | 26       | 2       | 4           | 0          | 3            | 0            | 1            | 0            | 29       | 2      | 5           | 0          |
| M. Renzotti   | 24       | 1       | 1           | 0          | 2            | 0            | 0            | 0            | 26       | 1      | 1           | 0          |
| S. Rubio      | 22       | 0       | 0           | 0          | 3            | 0            | 0            | 0            | 25       | 0      | 0           | 0          |
| S. Saliba     | -        | -       | -           | -          | -            | -            | -            | -            | -        | -      | -           | -          |
| O. Sevenius   | 1        | 0       | 0           | 0          | 1            | 0            | 0            | 0            | 2        | 0      | 0           | 0          |
| A. Soffia     | 22       | 0       | 5           | 0          | 3            | 0            | 0            | 0            | 25       | 0      | 5           | 0          |
| N. Sorelli    | 22       | 0       | 4           | 0          | 2            | 0            | 0            | 0            | 24       | 0      | 4           | 0          |
| S. Stokić     | 14       | 1       | 0           | 0          | 2            | 1            | 0            | 0            | 16       | 2      | 0           | 0          |
| A. Swaby      | 9        | 0       | 1           | 0          | 3            | 0            | 0            | 0            | 12       | 0      | 1           | 0          |
| V. Vigilucci  | 10       | 1       | 0           | 0          | 0            | 0            | 0            | 0            | 10       | 1      | 0           | 0          |
| P. Zanini     | 0        | 0       | 0           | 0          | -            | -            | -            | -            | 0        | 0      | 0           | 0          |